# Gilbert Malcolm Sproat

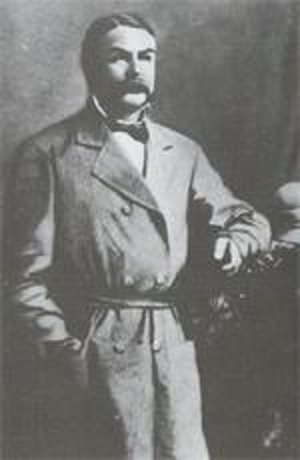
Gilbert Sproat

Gilbert Malcolm Sproat (* 19. April 1834; † 4. Juni 1913) war ein aus Schottland stammender kanadischer Unternehmer, Regierungsbeamter und Autor.

## Biografie
Sproat wurde in Brighouse Farm Borgue nahe Kirkcudbright, Schottland, geboren. Er ging 1860 nach Vancouver Island, wo er als Mitarbeiter der Anderson Company am Aufbau des ersten Sägewerks in Port Alberni, British Columbia, beteiligt war. Am 24. Juli 1863 wurde er Friedensrichter (Amtsbezeichnung: „justice of the peace“) für die Kolonie von Vancouver Island. Als das Sägewerk im Jahr 1865 niederbrannte, kehrte er nach England zurück. Sein Interesse an den Angelegenheiten der Kolonie, die 1866 mit dem Festland vereint wurde, blieb erhalten. Sproats Faszination an den Angehörigen der First Nations, die auf Vancouver Island entflammt war, veranlasste ihn zum Schreiben seines Buches „The Nootka: Scenes and studies of savage life“, das 1868 erschien. Im Jahr 1870 schrieb er das Werk „Education of the Rural Poor“, in dem er für die Ausweitung der grundlegenden Schulbildung für alle plädierte, was auch die Landarbeiter mit einschloss. Nachdem British Columbia 1871 der Kanadische Konföderation beigetreten war, wurde Sproat der neue Generaldirektor der Provinz in London, eine Position, die er von 1872 bis zu seiner Rückkehr in die Provinz im Jahr 1876 innehatte. Ab 1876 war er Beauftragter der gemeinsamen Provinz-Regierung in der „Indian Reserve Commission“, in der er dafür eintrat, dass den First Nations ausreichendes Land zugewiesen bekommen sollen, um autark bleiben zu können. Diese Haltung erwies sich bei den Kolonisten als unpopulär und führte zu vielen Kontroversen und schließlich 1880 zum Rücktritt Sproats aus dem Komitee. Im Jahr 1883 begann Sproat ins Binnenland von British Columbia zu reisen, besonders in die Region Kootenai, wo er einige regionale Ämter innehatte. Nach 1898 kehrte Sproat nach Victoria zurück, wo er die meiste Zeit seines Aufenthaltes als Autor betätigte. Dort starb er am 4. Juni 1913. Der Sproat Lake und der Sproat Lake Provincial Park auf Vancouver Island sind auf Betreiben von Robert Brown nach ihm benannt. Somit geht auch die Benennung der Meerenge Sproat Narrows auf ihn zurück.

## Schriften (Auswahl)
- The West coast Indians in Vancouver Island. In: Transactions of the Ethnological Society of London – New series. Band 5, Nr. 1867. Royal Anthropological Institute of Great Britain and Ireland, 1999, ISBN 0-659-98173-4, S. 243–254, JSTOR:3014233 (Erstausgabe:  1867).
- The Nootka. Scenes and studies of savage. Hrsg.: Charles Lillard. Sono Nis Press, Victoria, B.C. 1987, ISBN 0-919203-63-9 (archive.org – Originaltitel: Scenes and studies of savage life. London 1868.).
- Education of the rural poor. With a full discussion of the principles and requirements of remedial legislation thereon. R.J. Bush, London 1870, OCLC 905312601.